# Mackenzie Barry
Mackenzie Barry (ur. 11 kwietnia 2001 w New Plymouth) – nowozelandzka piłkarka nożna, występująca na pozycji obrońcy w nowozelandzkim klubie Wellington Phoenix FC, reprezentantka Nowej Zelandii, olimpijka z Paryża 2024.

## Kariera

### Kariera reprezentacyjna
Od 2017 występowała w juniorskich reprezentacjach Nowej Zelandii. Od 2022 gra w seniorskiej reprezentacji Nowej Zelandii. Z reprezentacją wzięła udział w Igrzyskach Olimpijskich w Paryżu w 2024.

### Kariera klubowa
Od 2021 gra w Wellington Phoenix FC – jedynym nowozelandzkim klubie australijskiej A-League Women.